# Cnemaspis kumarasinghei
Espèce
Cnemaspis kumarasinghei est une espèce de geckos de la famille des Gekkonidae.

## Répartition
Cette espèce est endémique de la province d'Uva au Sri Lanka. Elle se rencontre dans le district de Moneragala.

## Description
Cnemaspis kumarasinghei mesure, queue non comprise, 28 à 32 mm.

## Étymologie
Cette espèce est nommée en l'honneur de Siril Kumarasinghe.

## Publication originale
- Mendis Wickramasinghe & Munindradasa, 2007 : Review of the genus Cnemaspis Strauch, 1887 (Sauria: Gekkonidae) in Sri Lanka with the description of five new species. Zootaxa, n. 1490, p. 1–63.